# Musée mémoire de la nationale 7
Le musée mémoire de la nationale 7 était un musée situé à Piolenc, dans le Vaucluse, consacré à la Nationale 7.
Créé en 1990 par des bénévoles passionnés d'automobile, le musée organisa sa première grande exposition permanente en 2003.
Étaient exposés différents véhicules, affiches, plaques émaillées, et autres objets autour de la fameuse route.
Le musée n'a pas rouvert après le confinement.